# Brazil (Venerus)
Brazil è un singolo del cantautore italiano Venerus, pubblicato il 20 agosto 2021 come quarto estratto dal primo album in studio Magica musica.

## Descrizione
Prodotto dal'artista stesso insieme a Mace, il brano è stato quello che ha avuto la più lunga gestazione durante la composizione dell'album, in quanto «cominciata a Milano e terminata in Marocco ha vissuto quasi tutte le fasi del concepimento del disco popolandosi di contaminazioni, momenti e spazi molto distanti l'uno dall'altro. È una canzone che comincia in camera e finisce nello spazio».

## Formazione
- Venerus – voce, strumentazione, produzione
- Vittorio Gervasi – sassofono
- Andrea Suriani – pianoforte aggiuntivo
- Danilo Mazzone – organo B3
- Mace – produzione
- Andrea Suriani – missaggio, mastering